# Adam Jahn
Adam Jahn est un joueur américain de soccer né le 5 janvier 1991 à El Macero en Californie. Il joue au poste d'attaquant.

## Biographie
Le 30 juin 2016, Jahn est transféré au Crew SC de Columbus contre une allocation monétaire ciblée.
Il annonce son retrait du soccer professionnel le 1er février 2022.

## Palmarès
- Republic de Sacramento
  - Vainqueur de la USL Pro en 2014
- Orange County SC
  - Vainqueur du  USL Championship en 2021